# Disk on module

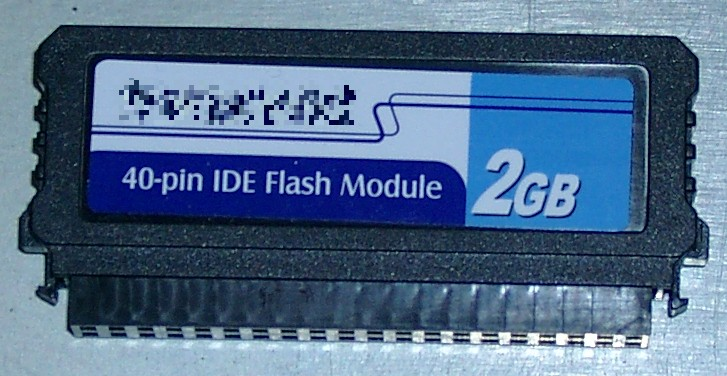

I Disk On Module (DOM) sono flash drive con interfaccia IDE/ATA o SATA. Sono disponibili nella varianti con case a 40 e 44 pin e openframe, sia verticali che "L-formed". L'elettronica emula perfettamente un hard disk tradizionale ed è quindi possibile utilizzare i DOM senza la necessità di drivers o adattatori. I DOM grazie alle dimensioni ridotte, al basso consumo energetico, alla silenziosità e all'assenza di parti in movimento trovano applicazione nei sistemi embedded, nei thin client e nelle applicazioni industriali. I disk on module sono disponibili nel range di capacità da 32 MB a 16 GB.

## Produttori
- Coresolid, su coresolid-storage.com (archiviato dall'url originale l'8 aprile 2009).
- Innodisk [collegamento interrotto], su innodisk.com.tw.